# 派内尔
派内尔是巴西圣卡塔琳娜州的一个市镇。总面积742平方公里，总人口2486人，人口密度3.4人/平方公里。